# Шлейхер, Карл
Карл Шлейхер (урожденный Целестин Шлейхер, 1825 — 2 октября 1903, Падуя) — художник-реалист XIX века.

## Жизнь
Шлейхер родился в Лемберге (ныне Львов), но образование в области живописи получил преимущественно в Вене между 1860 и 1870 годами. Он был учеником австрийского художника Фердинанда Георга Вальдмюллера.
Шлейхер особенно известен портретными изображениями лиц, а также сюжетными картинами раввинов, изучающих Талмуд. Значительное количество его картин написаны маслом.
Его картины являются ценным свидетельством еврейской культуры и обычаев, а также раввинской формы обучения. Эти картины несколько раз выставлялись в Австрийском художественном клубе (Österreichisches Kunstverein).
Картины Шлейхера одновременно сюжетны и точны. Он изображает характерную схоластическую атмосферу еврейских раввинов, изучающих Талмуд. Накал спора можно увидеть на лицах и в движениях персонажей.
Шлейхер умер в Падуе, Королевство Италия, в 1903 году.

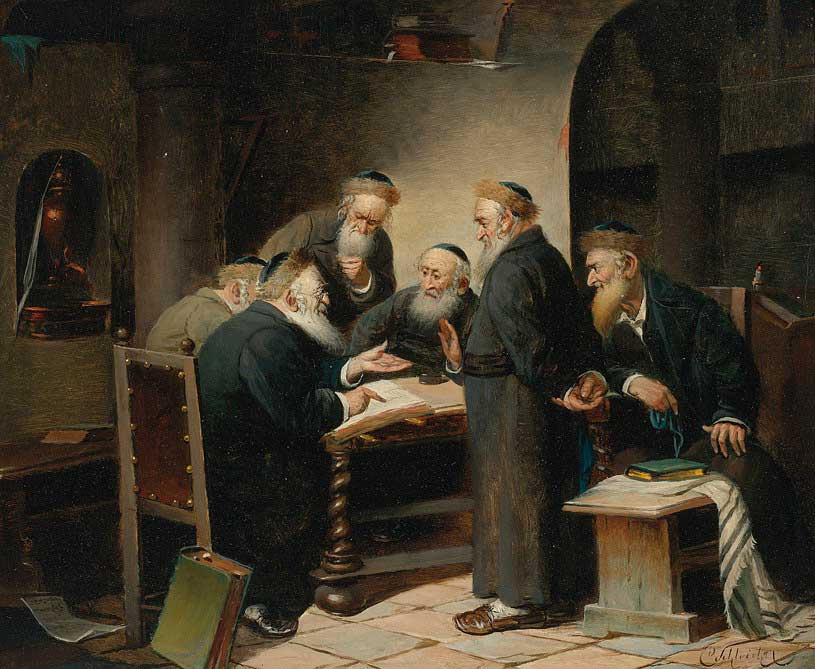
Карл Шлейхер, «Талмудическая дискуссия», холст, масло, ок. 1860-71.

### Имя
Хотя Шлейхер изначально был известен в своем родном городе как Целестин Шлейхер, позже он выставил свои работы в Вене и был известен как Карл Шлейхер, имя под которым он и известен с тех пор.

## Картины
Ученик австрийского художника Фердинанда Георга Вальдмюллера, Шлейхер развивал свои работы в стиле костумбризма, в основном в Вене между 1859 и 1871 годами. Несколько раз он выставлял свои работы в Österreichisches Kunstverein (Австрийском клубе искусств). Показывая знакомство с еврейской жизнью, Шлейхер выставлял жанровые картины с еврейскими сюжетами.
Он специализировался на масляной живописи и демонстрирует влияние голландской живописи Золотого века (XVII век).
Шлейхер особенно известен выразительностью своих работ. Он индивидуально изобразил различные характерные типы своего времени, некоторые из которых посвящены чтению или письму. Среди этих произведений выделяются «Пьяница», «Игрок в карты» и «Музыкант». В картине «Пишущий монах» монах-бенедиктинец в очках записывает что-то пером на нескольких бумагах. На картине «Этюд старика», хранящейся в Художественном музее Бери в Манчестере, изображен старик с сигарой и пивным кувшином.

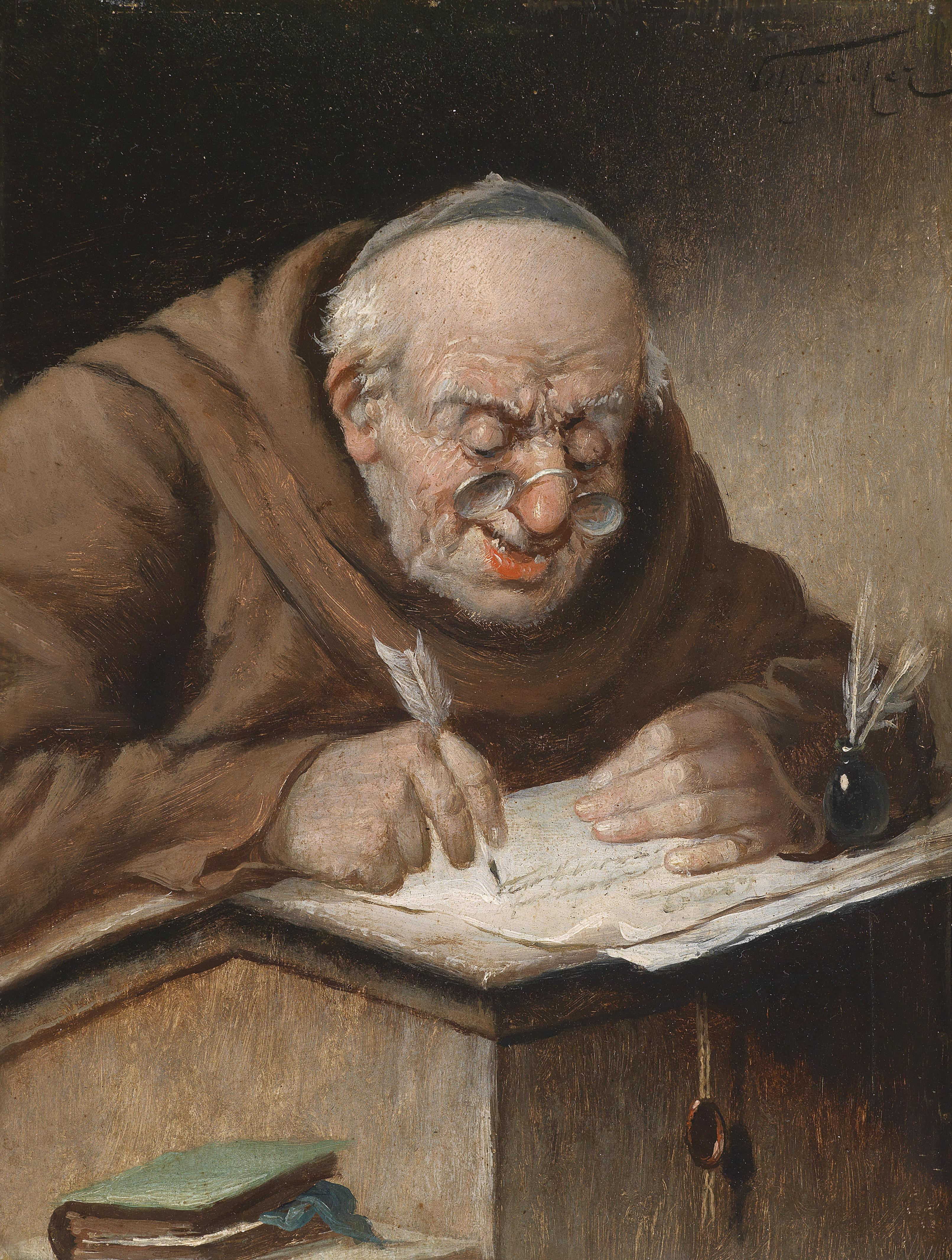
Пишущий монах
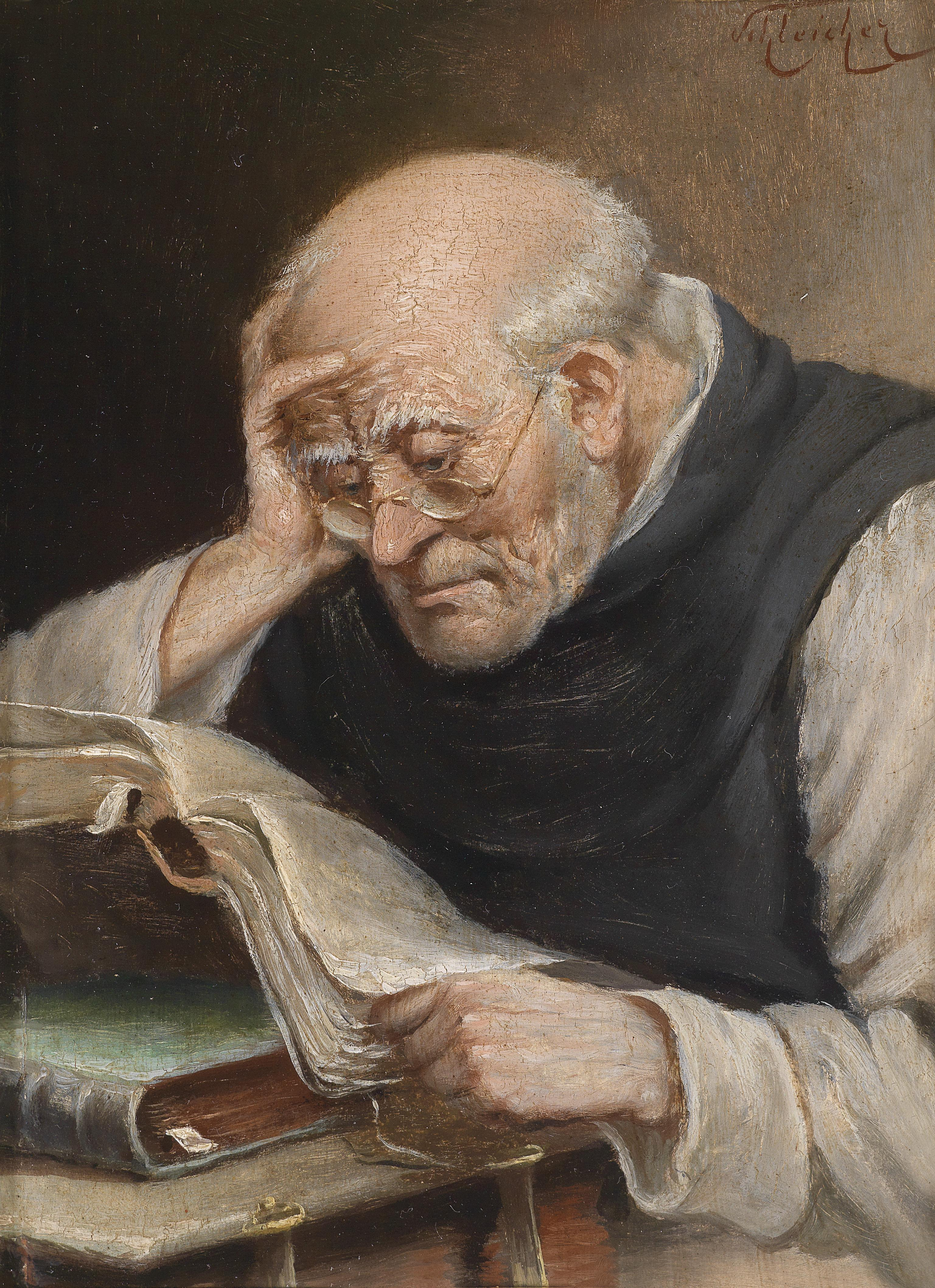
Читающий монах
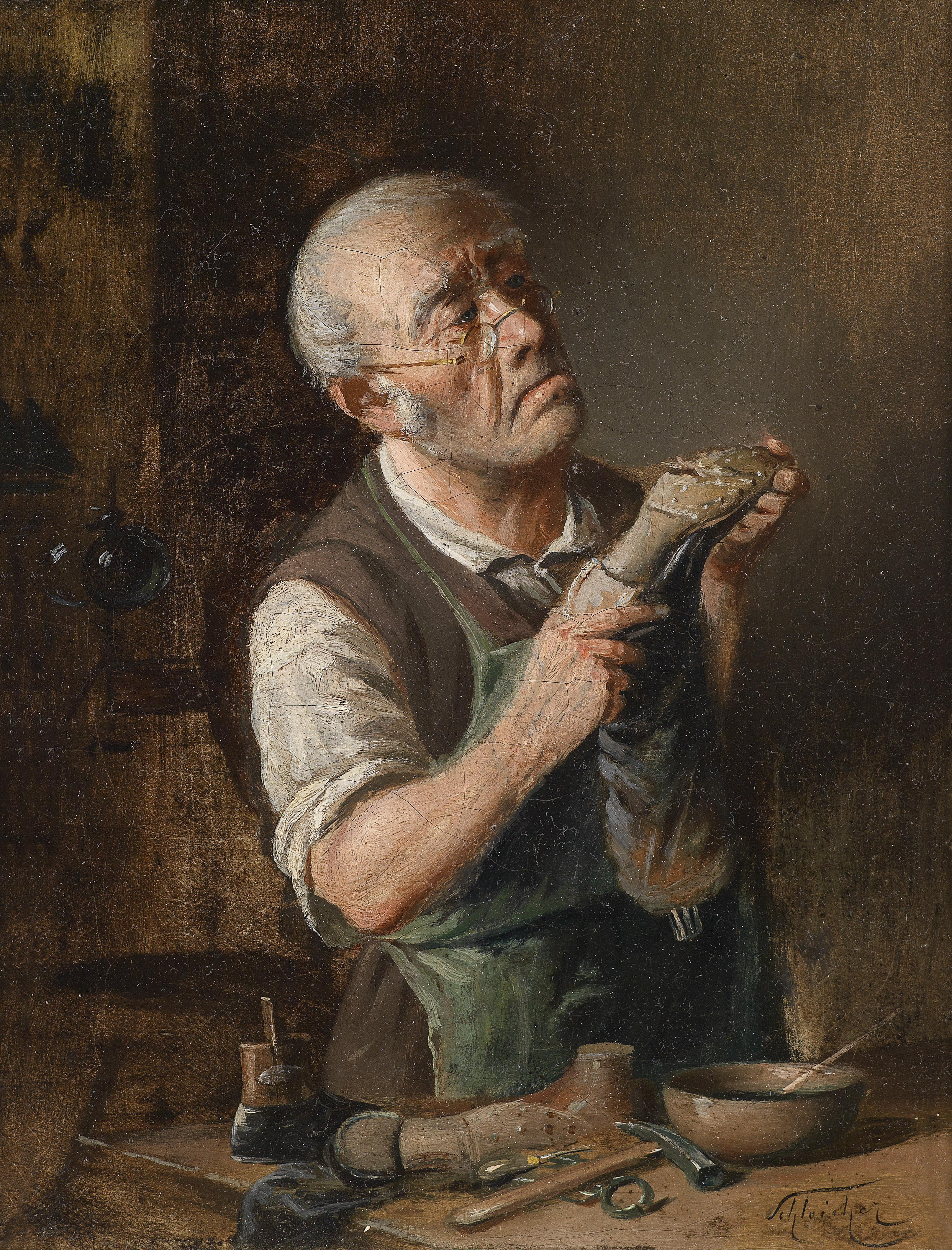
Башмачник
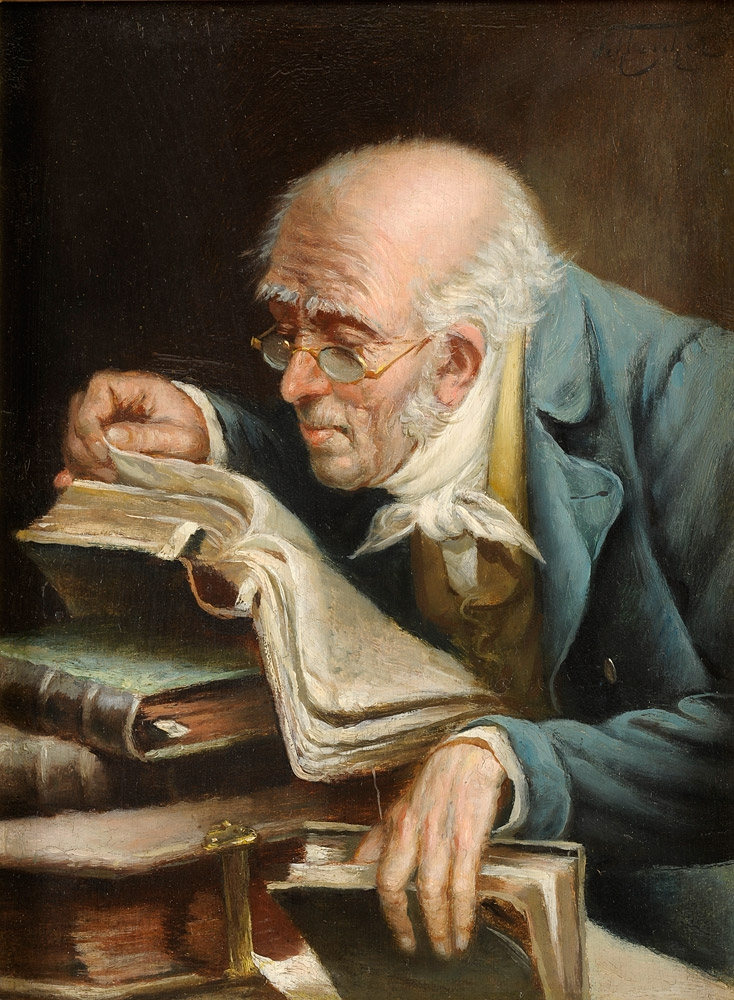
Книжный червь

На некоторых картинах Шлейхера представлены жанровые сцены, такие как «Сцена в таверне», «Пьющие», «В таверне» и «Шахматисты».
Другие работы имеют определённую лиричность, особенно «Переодевание» и «Бабушкин день рождения». Сюжетный характер картины Шлейхера, в свою очередь, проявляется в таких работах, как «Вор в мастерской художника», «Да здравствует вино», «Разбитый сосуд», «Редкий предмет» и «Выигрышная рука».
Шлейхер также рисовал группы священников и раввинов. Фигура христианского священника представлена индивидуально в «Старике, пишущем дневник» и как группа в «Шахматистах», где монах-бенедиктинец сравнивает себя с монахом-доминиканцем, а другой, францисканец, наблюдает за игрой между ними. Шлейхер особенно интересовался раввинской деятельностью вокруг Талмуда, создавая такие работы, как «Дебаты раввинов» и «Талмудический спор».

### Картины раввинов и талмудистов
Часть творчества Карла Шлейхера тесно связана с иудаизмом и жизнью евреев-ашкеназов. Обмен идеями и интерпретациями между раввинами и талмудистами был темой, которой Шлейхер посвятил значительное количество картин маслом. Эти картины, наполненные сюжетным материалом, представляют собой ценное свидетельство обычаев и обычаев евреев-ашкеназов в Европе, чья культура и наследие известны как идишкайт. Записи Шлейхера ценны, поскольку большая часть европейских ашкеназских общин и их культурное разнообразие были утрачены из-за Холокоста.
Темы, затронутые Шлейхером, касаются как еврейского диалектико-экзегетического опыта, так и современного искусства. Картины Шлейхера характеризуются не только описательностью, но и яркой передачей атмосферы учености, которая управляла жизнью талмудистов: серьёзность и целеустремленность, с диалогами и идеями, но также и противоречиями, спорами и юмором.

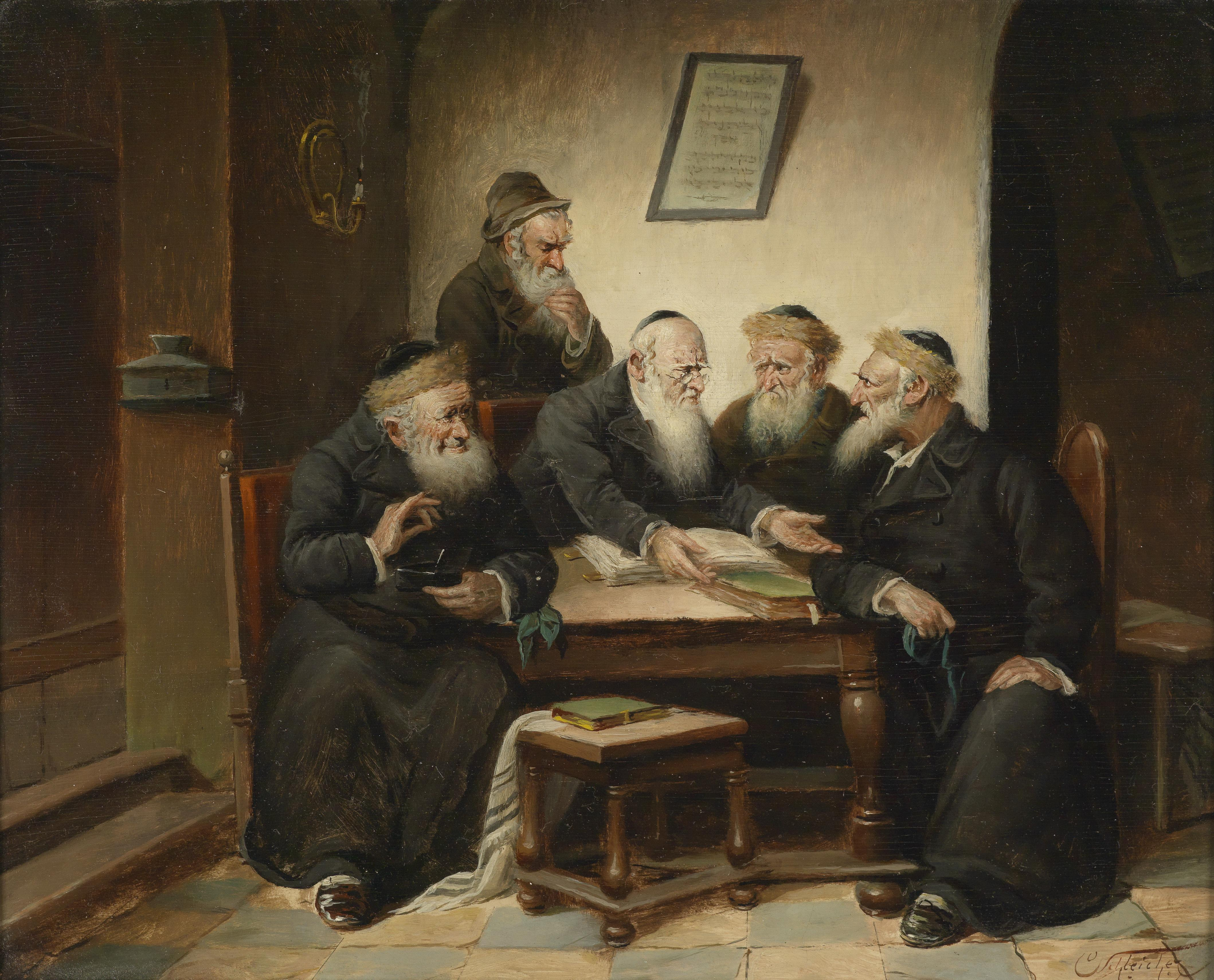
У раввина
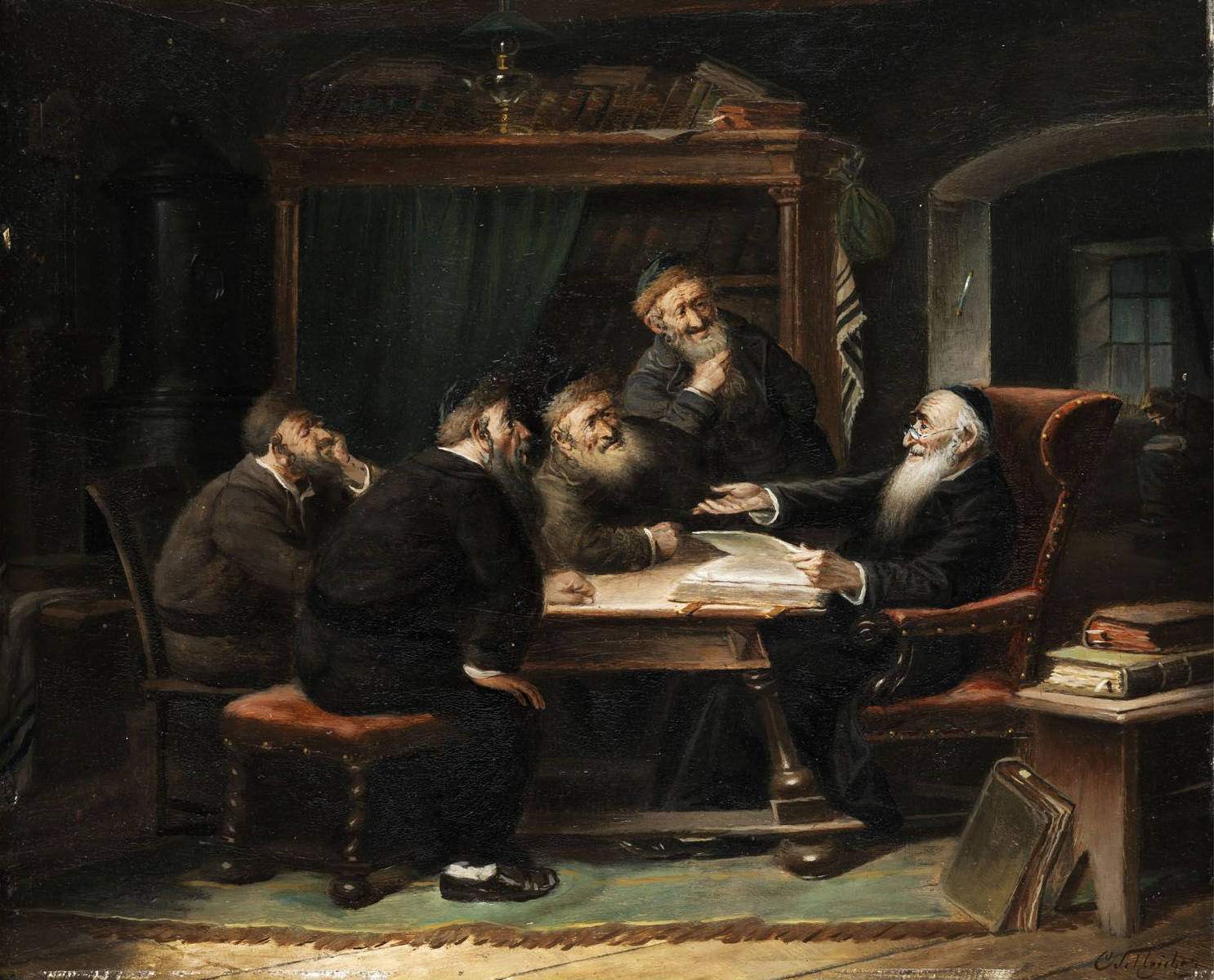
Еврейская сцена I
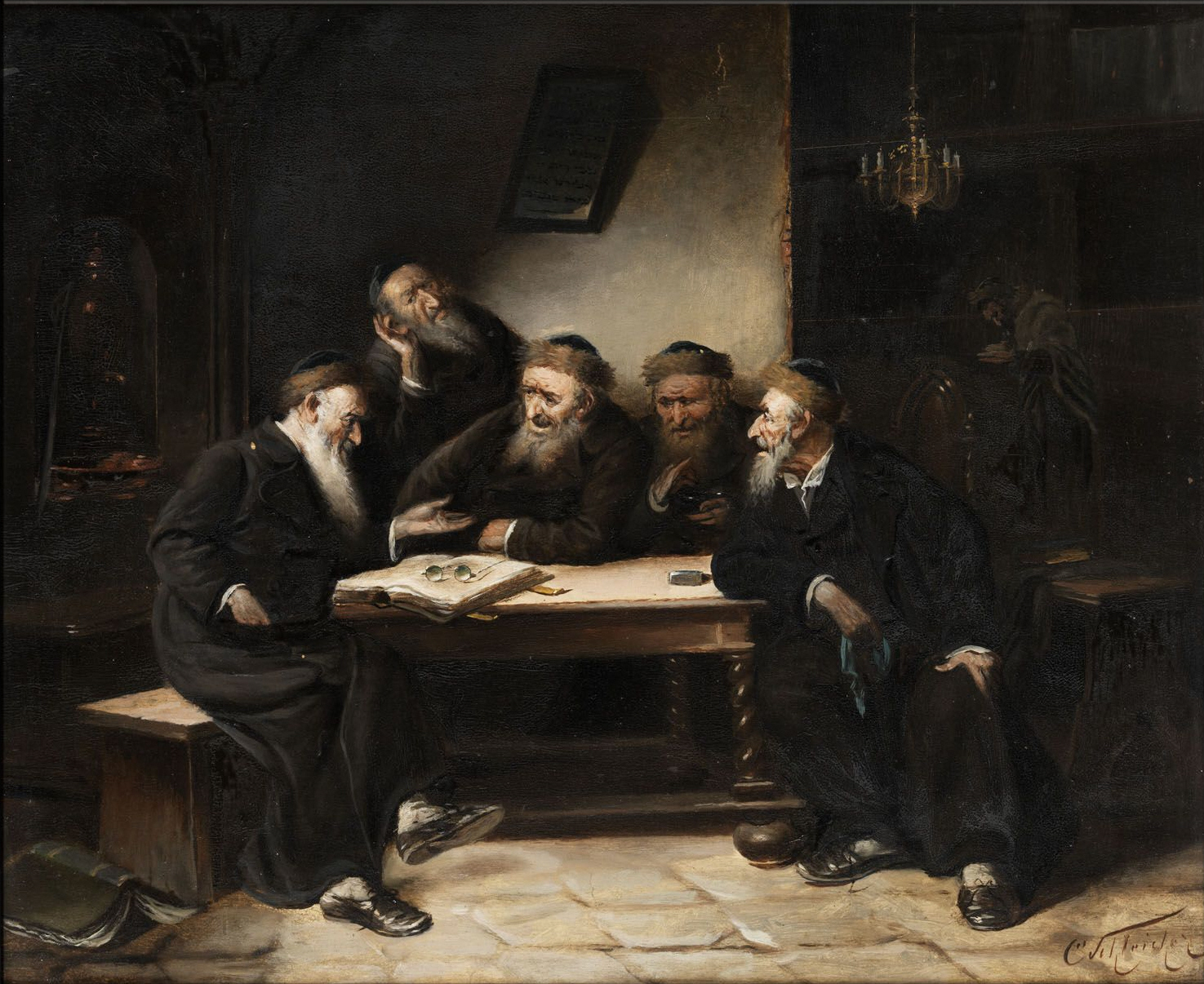
Еврейская сцена II
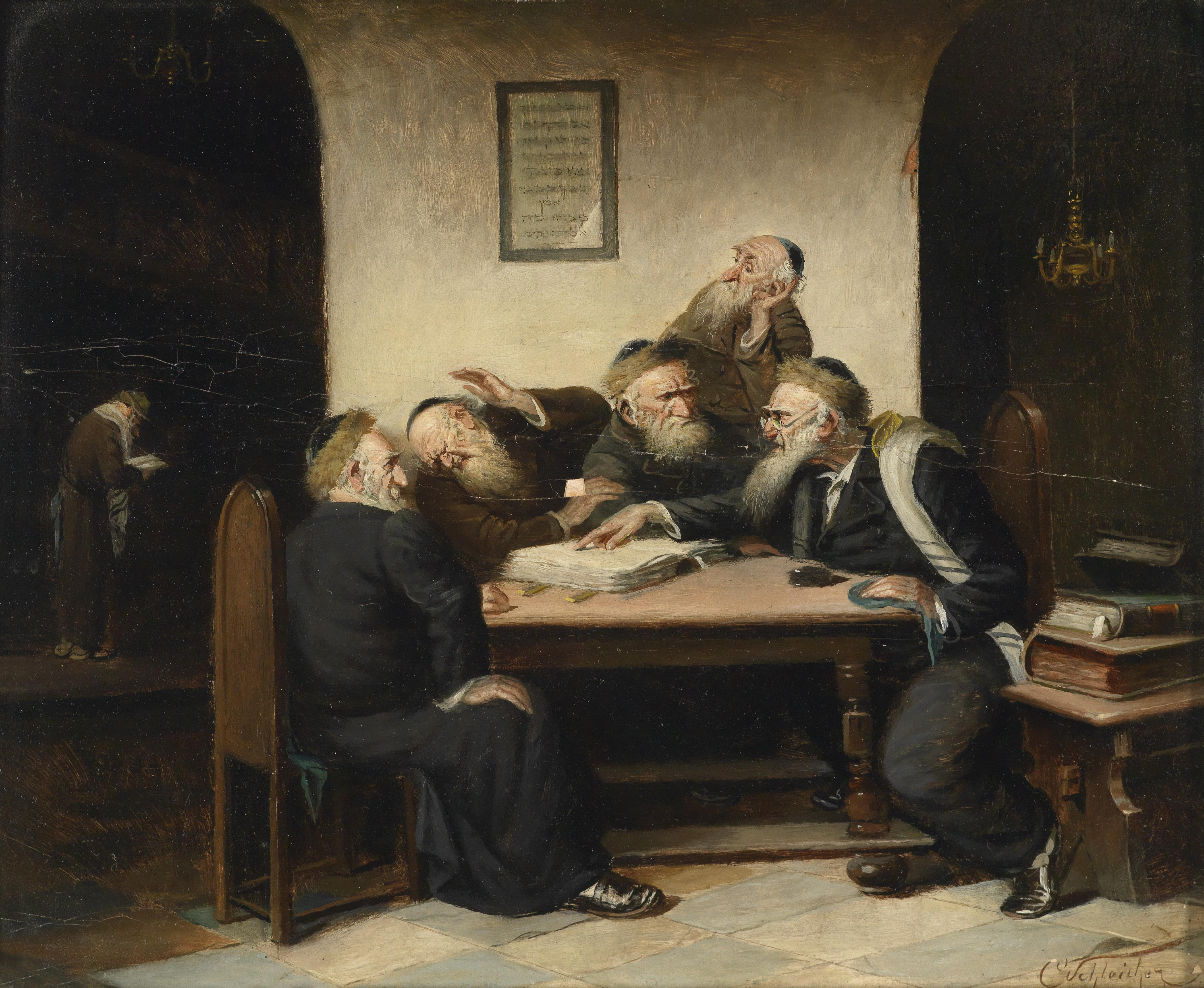
Талмудический диспут